# Consell General Interinsular
El Consell General Interinsular (CGI) fou un òrgan preautonòmic de les Illes Balears, precedent de l'actual Govern de les Illes Balears. Es va constituir en el Castell de Bellver de Palma el 28 de juliol de 1978 amb els membres de l'Assemblea de Parlamentaris de les Illes Balears, i va desaparèixer l'1 de març de 1983 amb l'entrada en vigor de l'Estatut d'autonomia de 1983.

## Regulació
El Consell General Interinsular va ser creat pel Reial decret llei 18/1978, de 13 de juny, que va instaurar el règim preautonòmic a les Illes Balears, al mateix temps que establia els consells insulars com a òrgans d'autogovern de cada illa. Poc després, la Llei 39/1978, de 17 de juliol, d'eleccions locals, va definir l'elecció dels seus membres. Aquesta darrera norma seria desenvolupada pel Reial decret 119/1979, de 26 de gener, que regulava les eleccions dels consells insulars.

## Membres
D'acord amb el Reial decret 18/1978, transitòriament -i fins a la celebració de les eleccions de 3 d'abril de 1979- els membres del CGI foren quinze, elegits pels parlamentaris insulars, i amb un mínim de tres per illa. A partir de la Llei 39/1978, els membres passaren a ser vint-i-quatre: dotze per Mallorca, sis per Menorca, i sis per Eivissa i Formentera, tots ells elegits pels corresponents consells insulars.

### Primers membres
Unió de Centre Democràtic va proposar Jeroni Albertí i Picornell, Ranúro Pérez-Maura Herrera, Guillem de Olives Pons, Raimon Clar Garau, Santiago Rodríguez-Miranda Gómez, Miquel Duràn Pastor, Francesc Garí Mir, Joan Sintes Anglada, Ricard Curtoys Escandell, i Antoni Calafat Mayans.
El Partit Socialista Obrer Espanyol va proposat Josep Caules Juan, Manuel Mora Esteva, Félix Pons Irazazábal i Emilio Alonso Sarmiento.
Finalment, el Senador Abel Matutes, en nom d'Aliança Popular va presentar la seva pròpia candidatura.
Després d'una votació secreta entre ells sortiren elegits els 15 membres, amb al manco 3 per cada illa, amb els següents resultats: Jeroni Albertí, Ramiro Pérez-Maura, Guillem
D'Olives, Raimon Clar, Santiago Rodríguez-Miranda, Miquel Duràn, Francesc Gari, Joan Sintes, Ricard Curtoys, Antoni Calafat i Abel Mautes van obtenir onze vots. Josep Caules, Manuel Mora, Emilio Alonso i Fèliz Pons van obtenir deu vots.

## Organització
La Llei d'eleccions locals va estructurar el Consell General Interinsular amb un president, triat entre els seus membres, i amb un òrgan col·legiat, anomenat Comissió de Govern, format per un nombre no superior a la cinquena part del total dels seus components, i integrat de forma proporcional a la representació de cada partit polític dins el CGI.
En foren els presidents el mallorquí Jeroni Albertí (1979-1982) i el menorquí Francesc Tutzó (setembre 1982- maig 1983), ambdós de la UCD.

### Primer Consell General Interinsular
El president Jeroni Albertí nomenà el 9 d'octubre de 1978 a Guillem de Olives Pons com a Vicepresident del Consell General Interinsular, Vicenç Matas Morro com a secretari i a més els següents consellers delegats:
Interior: Joan Josep Ribas Guasch.
Economia i Hisenda: Francesc Jover Balaguer.
Ordenació del Territori, Urbanisme, Estatge i Medi Ambient: Miquel Pascual Amorós.
Agricultura: Miquel Capó Galmés.
Indústria: Pere Joan Morey Ballester.
Comerç i Turisme: Jaume Canudas Martínez.
Transports i Comunicacions: Antoni Borràs Llabrés.
Sanitat, Treball i Seguretat Social: Joan A. Seguí Mercadal.
Educació i Cultura: Josep Francesc Conrado de Villalonga.

## Competències
Per ser les Illes Balears un territori uniprovincial, en virtut del Reial decret 119/1979 el CGI va assumir les funcions fins aleshores desenvolupades per la Diputació provincial, que desaparegué després de celebrar-se les eleccions de 3 d'abril de 1979. Al marge d'això, a partir de 1979 l'Estat traspassà al CGI diverses competències mitjançant decrets de transferències. A la vegada, el CGI delegà en els consells insulars algunes d'aquestes, i per això la disposició transitòria novena (cinquena després de la reforma de 1999) de l'Estatut d'autonomia de 1983 manava que, un cop en vigor, la comunitat autònoma havia de respectar les competències que els consells insulars haguessin rebut del CGI.